# Adelina Rista
Adelina Petraq Rista (ur. 10 grudnia 1957 w Durrësie) – albańska nauczycielka, deputowana do Zgromadzenia Albanii z ramienia Socjalistycznej Partii Albanii.

## Życiorys
Ukończyła studia na Wydziale Nauk Humanistycznych Uniwersytetu w Elbasanie, następnie pracowała przez wiele lat jako nauczycielka.
W wyborach parlamentarnych z 2017 roku uzyskała mandat do Zgromadzenia Albanii, gdzie reprezentowała Socjalistyczną Partię Albanii.